# Ронан, Сирша
Си́рша У́на Ро́нан (ирл. Saoirse Una Ronan, ˈsˠiːɾʲʃə ˈuːnˠə ˈɾˠɔn̪ˠən̪ˠ; также англ.  ˈsɜrʃə ˈuːnə ˈroʊnən — Се́рша или Сёрша У́на Ро́унан; род. 12 апреля 1994, Нью-Йорк, Нью-Йорк США) — ирландская актриса. Лауреат премии «Золотой глобус». Имеет четыре номинации на «Оскар» и пять на BAFTA.
Актёрский дебют Ронан состоялся в 2003 году в ирландском медицинском сериале «Клиника». В кино дебютировала в фильме «Я никогда не буду твоей». Прорывом в карьере Ронан стала роль скороспелого подростка в мелодраме «Искупление», принёсшей актрисе номинацию на «Оскар» за лучшую женскую роль второго плана. Её карьера развивалась благодаря главным ролям убитой девочки в драме «Милые кости» и подростка-убийцы в триллере «Ханна. Совершенное оружие», а также пекаря в драмеди «Отель „Гранд Будапешт“». Ронан получила признание критиков и номинации на «Оскар» за лучшую женскую роль за роль тоскующей по дому ирландской иммигрантки в Нью-Йорке 1950-х годов в мелодраме «Бруклин», выпускницы средней школы в драмеди «Леди Бёрд» Греты Гервиг и Джо Марч в исторической драме «Маленькие женщины» Гервиг. Также Ронан забрала статуэтку «Золотого глобуса» за роль в «Леди Бёрд». Ронан спродюсировала и сыграла в драме «Выгон».
На сцене Ронан сыграла Эбигейл Уильямс в возрождённом спектакле «Суровое испытание» на Бродвее и Леди Макбет в «Макбете» в театре Вест-Энда. В 2016 году Ронан дважды попала в список Forbes 30 Under 30. В 2020 году газета The New York Times поставила её на десятое место в списке величайших актёров XXI века.

## Биография

### Ранние годы (1994—2002)
Сирша Уна Ронан появилась на свет 12 апреля 1994 года в Бронксе, одном из боро Нью-Йорка. Сирша — единственный ребёнок в семье ирландцев Моники (урождённая Бреннан) и Пола Ронана из Дублина. Отец работал строителем и барменом и выучился актёром в Нью-Йорке. Мать была няней и увлекалась актёрством с детства. Родители Сирши были нелегальными иммигрантами. Они покинули Ирландию из-за рецессии 1980-х годов и испытывали экономические трудности во время своего пребывания в Нью-Йорке. Семья переехала обратно в Дублин, когда Сирше было три года. Она выросла в Ардаттине, графство Карлоу, и училась в национальной школе Ардаттина. Родители перевели её на домашнее обучение. В подростковом возрасте родители Сирши вернулись в Дублин и поселились в приморской деревне Хоут. Она была воспитана католичкой, но заявила, что в детстве сомневалась в своей вере.

### Актёрская карьера (с 2003 года)
Дебют Ронан на экране состоялся в медицинском сериале «Клиника», вышедшем в 2003 году на ирландском национальном телеканале RTÉ. Также актриса сыграла в мини-сериале «Доказательство». В 12 лет Ронан успешно прошла пробы на роль в фильме Джо Райта «Искупление», экранизации романа Иэна Макьюэна. Она получила роль Брайони Таллис, 13-летней начинающей писательницы, которая влияет на жизни нескольких человек, обвиняя любовника своей сестры в преступлении, которого он не совершал. Она снялась вместе с Кирой Найтли и Джеймсом Макэвоем. Фильм с бюджетом в 30 миллионов долларов собрал в мире свыше 129 миллионов долларов.
Ронан исполнила роль дочери авантюристки-экстрасенса (в исполнении Кэтрин Зета-Джонс) в мелодраматическом триллере «Смертельный номер». В фэнтезийном фильме «Город Эмбер: Побег» она сыграла Лину Мэйфлит, героическую девушку-подростка, которая должна спасти жителей подземного города Эмбер. Оба фильма были неоднозначно оценены критикой и зрителями и провалились в прокате. В 2009 году Ронан снялась вместе с Рэйчел Вайс, Марком Уолбергом, Сьюзан Сарандон и Стэнли Туччи в мистической драме Питера Джексона «Милые кости», экранизации одноимённой книги Элис Сиболд. Сирша сыграла 14-летнюю Сьюзи Сэлмон, которая после изнасилования и убийства наблюдает из загробного мира, как её семья изо всех сил пытается жить дальше, пока она смиряется со своим стремлением отомстить.
В военной драме Питера Уира «Путь домой» Ронан исполнила второстепенную роль Ирены, польской сироты во время Второй мировой войны, которая присоединяется к беглым сибирским каторжникам в походе протяженностью 4000-миль (6400 км) в Индию. В фильме снимались Джим Стёрджесс, Колин Фаррелл и Эд Харрис, а съёмки проходили в Болгарии, Индии и Марокко. В 2013 году в экранизации романа Стефани Майер «Гостья» Ронан сыграла двойную роль — повстанца Мелани Страйдер и инопланетянку Странницу. Критикам фильм не понравился. В 2014 году вышло два фильма с участием Ронан — трагикомедия Уэса Андерсона «Отель „Гранд Будапешт“» и режиссёрский дебют Райана Гослинга «Как поймать монстра».
Ронан сыграла роль Эйлиш Лейси, молодой тоскующей по дому ирландки в Нью-Йорке 1950-х годов, в мелодраме Джона Кроули «Бруклин», экранизации одноимённого романа Колма Тойбина. В 2016 году Ронан переехала в Нью-Йорк, чтобы отрепетировать свой Бродвейский дебют в возобновлённой постановке пьесы Артура Миллера «Суровое испытание». Позже Ронан озвучила Маргерит Гаше в биографической анимационной драме «Ван Гог. С любовью, Винсент». Также актриса и Билли Хоул выступили в роли проблемных молодоженов в экранизации романа Иэна Макьюэна «На берегу».
В 2017 году Ронан сыграла старшеклассницу Кристин, у которой сложные отношения с матерью (в исполнении Лори Меткалф), в фильме о взрослении «Леди Бёрд» Греты Гервиг. Картина вошла в список лучших фильмов всех времён на сайте-агрегаторе рецензий Rotten Tomatoes. Журналист The New York Times Э. О. Скотт назвал игру Ронан одной из лучших в 2017 году. Актриса выиграла премию «Золотой глобус» за лучшую женскую роль в комедии или мюзикле и получила номинацию на премии «Оскар», BAFTA и Гильдии киноактёров США за лучшую женскую роль. В том же году Ронан стала ведущей ночного скетч-шоу от NBC «Saturday Night Live». Один из скетчей с участием актрисы раскритиковали за стереотипный образ ирландцев. Также Ронан снялась в клипе на песню Эда Ширана «Galway Girl».
Когда Ронан узнала, что Грета Гервиг напишет и срежиссирует экранизацию романа Луизы Мэй Олкотт «Маленькие женщины», она заинтересовалась главной ролью Джо Марч, начинающей писательницы времен Гражданской войны в США. При подготовке к роли актриса прочитала биографию Олкотт и её матери «Марми и Луиза». Актёры две недели репетировали сценарий, а съёмки шли на натуре в Конкорде (Массачусетс). Лента вышла в 2019 году и получила широкое признание критиков. Фильм собрал свыше 218 миллионов долларов и стал самой кассовой картиной в карьере Ронан. Актриса снова получила номинации на премии «Оскар», BAFTA и «Золотой глобус» за лучшую женскую роль. В возрасте 25 лет и 6 месяцев Ронан стала вторым самым молодым человеком, получившим четыре номинации на «Оскар», после Дженнифер Лоуренс. В 2020 году Ронан сыграла геолога Шарлотту Мэрчисон, а Кейт Уинслет — Мэри Эннинг в драме Фрэнсиса Ли «Аммонит» о романтических отношениях между двумя женщинами в 1840-х годах. Две актрисы тесно сотрудничали в проекте и сами поставили сексуальные сцены.
Ронан и Сэм Рокуэлл сыграли полицейских, расследующих убийство в Лондоне 1950-х годов, в детективной комедии «Смотрите, как они бегут». Ронан, её парень Джек Лауден и продюсер Доминик Норрис основали продюсерскую компанию Arcade Pictures. Под руководством компании они выпустили фильм режиссёра Норы Фингшайдт «Выгон», экранизацию одноимённых мемуаров Эми Липтрот. Также Ронан сыграла в фильме Рону. Лауден и Ронан покинули Arcade Pictures после премьеры фильма на кинофестивале «Сандэнс» в 2024 году. Позже Ронан исполнила роль обезумевшей матери, ищущей своего пропавшего сына во время бомбардировок, в драме Стива Маккуина «Блиц». Также актриса исполнила в фильме несколько песен. 
Следующим проектом с участием Ронан должен стать комедийный триллер «Плохие яблоки», где она сыграет учительницу начальных классов, которую раздражает непослушный ученик.

## Личная жизнь
Ронан имеет двойное гражданство — ирландское и американское. «Не знаю, откуда я. Я просто ирландка», — говорила она. Она также считает себя жительницей Нью-Йорка. Она близка со своими родителями и жила с ними до 18 лет. В 2018 году Ронан приобрела дом в Грейстоунсе в графстве Уиклоу, но через год продала его. В конце 2020 года она приобрела дом в Западном Корке. С 2018 года она состоит в отношениях с шотландским актёром Джеком Лауденом, своим партнёром по фильму «Две королевы»,  и находится в разъездах между столицами трех стран. Публикация Лаудена в Instagram в июле 2023 года вызвала сплетни об их помолвке. В июле 2024 года газета Irish Independent сообщила, что они поженились на тайной церемонии в Эдинбурге.

## Актёрские работы

### Кино
| Год  |    | Русское название                   | Оригинальное название                    | Роль                               |
| ---- | -- | ---------------------------------- | ---------------------------------------- | ---------------------------------- |
| 2007 | ф  | Я никогда не буду твоей            | I Could Never Be Your Woman              | Изабелла Менсфорт                  |
| 2007 | ф  | Рождественское чудо Джонатана Туми | The Christmas Miracle of Jonathan Toomey | Селия Хардвик                      |
| 2007 | ф  | Искупление                         | Atonement                                | Брайони Таллис в детстве           |
| 2007 | ф  | Смертельный номер                  | Death Defying Acts                       | Бенджи Макгарви                    |
| 2008 | ф  | Город Эмбер: Побег                 | City of Ember                            | Лина Мэйфлит                       |
| 2009 | ф  | Милые кости                        | The Lovely Bones                         | Сюзи Сэлмон                        |
| 2010 | мф | Ариэтти из страны лилипутов        | Arrietty                                 | Арриэтти                           |
| 2010 | ф  | Путь домой                         | The Way Back                             | Ирена                              |
| 2011 | ф  | Ханна. Совершенное оружие          | Hanna                                    | Ханна Хеллер                       |
| 2011 | ф  | Виолет и Дейзи                     | Violet & Daisy                           | Дейзи                              |
| 2012 | ф  | Византия                           | Byzantium                                | Элеанор Уэбб                       |
| 2013 | ф  | Гостья                             | The Host                                 | Мелани Страйдер / Странница (Анни) |
| 2013 | ф  | Как я теперь люблю                 | How I Live Now                           | Дейзи                              |
| 2013 | мф | Джастин и рыцари доблести          | Justin and the Knights of Valour         | Талия                              |
| 2014 | ф  | Отель «Гранд Будапешт»             | The Grand Budapest Hotel                 | Агата                              |
| 2014 | ф  | Маппеты 2                          | Muppets Most Wanted                      | камео                              |
| 2014 | ф  | Как поймать монстра                | Lost River                               | Рэт                                |
| 2015 | ф  | Стокгольм, Пенсильвания            | Stockholm, Pennsylvania                  | Лея Даргон                         |
| 2015 | ф  | Бруклин                            | Brooklyn                                 | Эйлиш Лэйси                        |
| 2015 | ф  | Weepah Way for Now                 | Weepah Way for Now                       | Эмили                              |
| 2017 | ф  | Ван Гог. С любовью, Винсент        | Loving Vincent                           | Маргарита Гаше                     |
| 2017 | ф  | Леди Бёрд                          | Lady Bird                                | Кристин Макферсон                  |
| 2017 | ф  | На берегу                          | On Chesil Beach                          | Флоренс Понтинг                    |
| 2018 | ф  | Чайка                              | The Seagull                              | Нина Заречная                      |
| 2018 | ф  | Две королевы                       | Mary Queen of Scots                      | Мария Стюарт                       |
| 2019 | ф  | Маленькие женщины                  | Little Women                             | Джозефина «Джо» Марч               |
| 2020 | ф  | Аммонит                            | Ammonite                                 | Шарлотта Мэрчисон                  |
| 2021 | ф  | Французский вестник                | The French Dispatch                      | Первая Шоугёрл                     |
| 2022 | ф  | Смотрите, как они бегут            | See How They Run                         | Констебль Сталкер                  |
| 2023 | ф  | Враг                               | Foe                                      | Генриетта                          |
| 2024 | ф  | Выгон                              | The Outrun                               | Эми Липтрот                        |
| 2024 | ф  | Блиц                               | Blitz                                    | Рита                               |
| 2025 | ф  | Плохие яблоки                      | Bad Apples                               | Мария                              |

### Телевидение
| Год       |   | Русское название    | Оригинальное название | Роль              |
| --------- | - | ------------------- | --------------------- | ----------------- |
| 2003—2004 | с | Клиника             | The Clinic            | Рианнон Джерайти  |
| 2005      | с | Доказательство      | Proof                 | Орла Боланд       |
| 2017      | с | Saturday Night Live | Saturday Night Live   | Актриса и ведущая |

### Театр
| Год  | Название          | Роль            | Место проведения    |
| ---- | ----------------- | --------------- | ------------------- |
| 2016 | Суровое испытание | Эбигейл Уильямс | Театр Уолтера Керра |
| 2021 | Трагедия Макбет   | Леди Макбет     | Театр Алмейда       |

### Музыкальные видео
| Год  | Название         | Музыкальный исполнитель | Альбом               |
| ---- | ---------------- | ----------------------- | -------------------- |
| 2013 | «Garden’s Heart» | Bat for Lashes          | «Как я теперь люблю» |
| 2016 | «Cherry Wine»    | Хозиер                  | «Hozier»             |
| 2017 | «Galway Girl»    | Эд Ширан                | ÷                    |
| 2025 | «Psycho Killer»  | Talking Heads           | ÷                    |

## Награды и номинации
Полный список наград и номинаций на сайте IMDb.com.
| Награда                              | Год  | Категория                                     | Работа                    | Результат |
| ------------------------------------ | ---- | --------------------------------------------- | ------------------------- | --------- |
| Оскар                                | 2008 | Лучшая женская роль второго плана             | Искупление                | Номинация |
| Оскар                                | 2016 | Лучшая женская роль                           | Бруклин                   | Номинация |
| Оскар                                | 2018 | Лучшая женская роль                           | Леди Бёрд                 | Номинация |
| Оскар                                | 2020 | Лучшая женская роль                           | Маленькие женщины         | Номинация |
| BAFTA                                | 2008 | Лучшая женская роль второго плана             | Искупление                | Номинация |
| BAFTA                                | 2010 | Лучшая женская роль                           | Милые кости               | Номинация |
| BAFTA                                | 2016 | Лучшая женская роль                           | Бруклин                   | Номинация |
| BAFTA                                | 2018 | Лучшая женская роль                           | Леди Бёрд                 | Номинация |
| BAFTA                                | 2020 | Лучшая женская роль                           | Маленькие женщины         | Номинация |
| Золотой глобус                       | 2008 | Лучшая женская роль второго плана — Кинофильм | Искупление                | Номинация |
| Золотой глобус                       | 2016 | Лучшая женская роль — драма                   | Бруклин                   | Номинация |
| Золотой глобус                       | 2018 | Лучшая женская роль — комедия или мюзикл      | Леди Бёрд                 | Победа    |
| Золотой глобус                       | 2020 | Лучшая женская роль — драма                   | Маленькие женщины         | Номинация |
| Премия Гильдии киноактёров США       | 2015 | Лучший актёрский состав в игровом кино        | Отель «Гранд Будапешт»    | Номинация |
| Премия Гильдии киноактёров США       | 2016 | Лучшая женская роль                           | Бруклин                   | Номинация |
| Премия Гильдии киноактёров США       | 2018 | Лучшая женская роль                           | Леди Бёрд                 | Номинация |
| Премия Гильдии киноактёров США       | 2018 | Лучший актёрский состав в игровом кино        | Леди Бёрд                 | Номинация |
| Выбор критиков                       | 2008 | Лучшая молодая актриса                        | Искупление                | Номинация |
| Выбор критиков                       | 2010 | Лучшая актриса                                | Милые кости               | Номинация |
| Выбор критиков                       | 2010 | Лучшая молодая актриса                        | Милые кости               | Победа    |
| Выбор критиков                       | 2012 | Лучшая молодая актриса                        | Ханна. Совершенное оружие | Номинация |
| Выбор критиков                       | 2015 | Лучший ансамбль                               | Отель «Гранд Будапешт»    | Номинация |
| Выбор критиков                       | 2016 | Лучшая актриса                                | Бруклин                   | Номинация |
| Выбор критиков                       | 2018 | Лучшая актриса                                | Леди Бёрд                 | Номинация |
| Выбор критиков                       | 2018 | Лучшая комедийная актриса                     | Леди Бёрд                 | Номинация |
| Выбор критиков                       | 2018 | Лучший ансамбль                               | Леди Бёрд                 | Номинация |
| Выбор критиков                       | 2020 | Лучшая актриса                                | Маленькие женщины         | Номинация |
| Спутник                              | 2008 | Лучшая женская роль второго плана             | Искупление                | Номинация |
| Спутник                              | 2016 | Лучшая женская роль — драма                   | Бруклин                   | Победа    |
| Спутник                              | 2018 | Лучшая женская роль — комедия или мюзикл      | Леди Бёрд                 | Номинация |
| Сатурн                               | 2010 | Лучшая молодая актриса                        | Милые кости               | Победа    |
| Сатурн                               | 2012 | Лучшая молодая актриса                        | Ханна. Совершенное оружие | Номинация |
| Сатурн                               | 2014 | Лучшая молодая актриса                        | Как я теперь люблю        | Номинация |
| AACTA Awards                         | 2016 | Лучшая женская роль                           | Бруклин                   | Номинация |
| AACTA Awards                         | 2018 | Лучшая женская роль                           | Леди Бёрд                 | Номинация |
| AACTA Awards                         | 2020 | Лучшая женская роль                           | Маленькие женщины         | Номинация |
| AACTA Awards                         | 2021 | Лучшая женская роль второго плана             | Аммонит                   | Номинация |
| Премия британского независимого кино | 2013 | Лучшая актриса                                | Как я теперь люблю        | Номинация |
| Премия британского независимого кино | 2015 | Лучшая актриса                                | Бруклин                   | Победа    |
| Независимый дух                      | 2018 | Лучшая женская роль                           | Леди Бёрд                 | Номинация |
| Готэм                                | 2017 | Лучшая актриса                                | Леди Бёрд                 | Победа    |